# Happy Weekend (Zeitschrift)

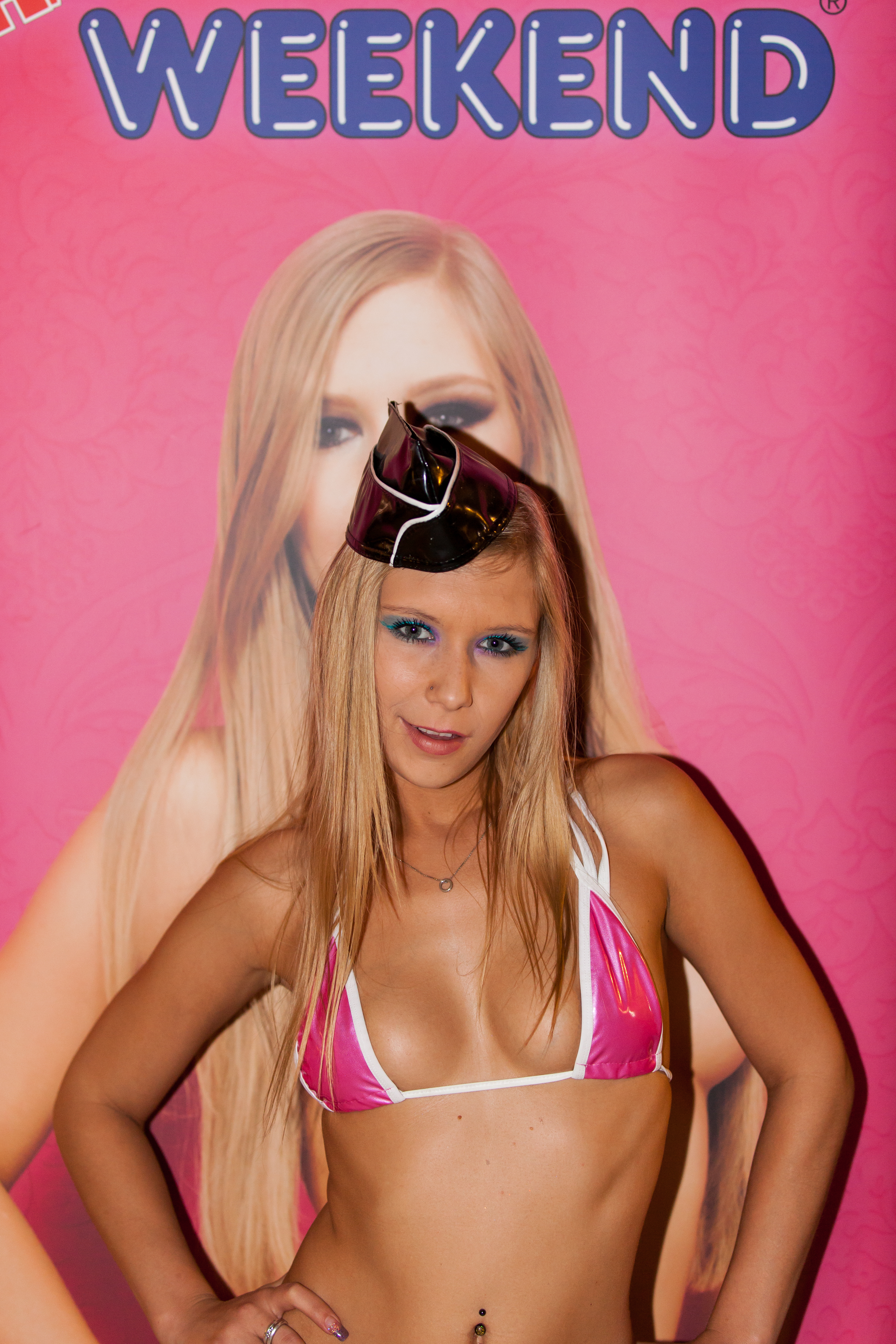
Lena Nitro vor einem Plakat von Happy Weekend bei der Erotikmesse Venus 2012 in Berlin

Happy Weekend (abgekürzt HW) ist ein deutsches Erotikkontaktmagazin, das seit 1972 als gedrucktes Magazin erscheint und seit 2006 auch als Online-Magazin verfügbar ist.

## Geschichte
Das Heft wurde 1972 durch den Buchhändler Horst F. Peter und seine Frau gegründet. Peter importierte vorher aus Skandinavien die deutschsprachige Zeitschrift Weekend Sex. Er kopierte Weekend Sex mit dem leitenden Weekend-Sex-Redakteur und nannte sein Magazin Happy Weekend. Da der Verkauf von Pornografie 1972 in Deutschland noch verboten war, wurden die Hefte aus den Niederlanden versandt. Der amtliche Sitz des Verlages Silwa-Film B. V. war deshalb lange in den Niederlanden. Nach einer Gesetzesreform 1973 konnte die Firma die Hefte nun von Essen aus versenden. Sie wurden an Bahnhofsbuchhandlungen, Tankstellen und Sexshops bzw. früher auch in Videotheken an Volljährige verkauft. Es handelte sich in erster Linie um ein Magazin mit privaten und gewerblichen Anzeigen für Sexualkontakte. Die Anzeigen wurden durch Pornofotos, Leserbriefe, Intim-Interviews, erfundene Erotikgeschichten, Berichte von Veranstaltungen wie Venus Berlin oder Torture Ship und Nachrichten aus der Amateur- und Profiszene ergänzt. Die Intim-Interviews von weiblichen Amateuren bzw. Paaren, meist Swingern und Huren, wurden mit freizügigen Bildern ergänzt. Auch Swingerclubs und Bordelle wurden in Berichten vorgestellt und warben auch im Heft. Über die Jahre gab es verschiedene Kolumnen von Personen aus dem Erotikbereich.
Happy Weekend erschien bis zur Insolvenz 2016 alle 14 Tage und seit 2017 monatlich. In späteren Jahren lag dem Heft eine DVD bei, die sich „Lustpool“ nannte. Diese enthielt meistens Reportagen, Pornofilmtrailer der Firma Videorama und Besuche in Swinger-Clubs. Außerdem wurde von Happy Weekend eine Webseite betrieben.
Mit einer Startauflage von 10.000 Exemplaren begann die Zeitschrift 1972. Die Auflage lag zeitweise bei 90.000 Exemplaren im Jahr 1997. Später lag die Auflage bei 80.000 Exemplaren. Happy Weekend gilt als das älteste und bekannteste Kontaktmagazin Deutschlands. Nach Angaben des Herausgebers, der Unternehmensgruppe Silwa, war es das auflagenstärkste europäische Kontaktmagazin. Happy Weekend wurde vom Österreichischen Kontaktmagazin (ÖKM) der Rang als auflagenstärkstes Sexkontaktmagazin abgelaufen. Die ÖKM-Auflage, mit verschiedenen Länderausgaben, liegt bei rund 400.000 Exemplaren europaweit.
Neben Happy Weekend produzierte die Firma Silwa Pornofilme. Unter dem Silwa-Dach waren vor der Insolvenz 2016 sechs Gesellschaften: die Videorama GmbH, die Elfra Filmproduktions- und Verlagsgesellschaft, Profima, das SVK-Video-Kopierwerk, die Silwa Filmvertrieb GmbH und E. A. T. Medien. Die Gesellschaften hatten in der Hochzeit 270 Mitarbeiter. Zum Zeitpunkt der Insolvenz waren noch 16 Mitarbeiter übrig geblieben.
Mit der Insolvenz von Silwa wurde das Erscheinen von Happy Weekend im September 2016 eingestellt. Als Grund für den Niedergang der Firma Silwa und von Happy Weekend wird das Internet gesehen. Seit April 2017 erscheint Happy Weekend wieder. Im April 2017 hatte das Magazin eine Auflage von 8000 Stück beim Neustart.

## Happy Video Privat
Ab 1986 wurde von der Silwa Firma Videorama die Filmreihe Happy Video Privat produziert. Regisseur und Produzent war Harry S. Morgan. Morgans Reihe Happy Video Privat war die am längsten laufende Pornofilmserie in Deutschland und Europa. Die Serie lief von 1986 bis 2011 mit 116 Ausgaben unter Morgans Regie und er wurde durch diese Videoreihe im Pornobereich bekannt. Bei der Reihe interviewte er Paare vor dem Filmen beim Sex. Die Interviews drehten sich hauptsächlich ums Thema Sex. Dabei war Morgan bei den Interviews auch immer selbst im Bild zu sehen. Ungefähr alle zwei Monate kam eine neue Folge von Happy Video Privat auf den Markt. In jedem Video, später DVD, waren fünf bis sieben Paare zu sehen. Anfangs mussten Paare, die in Happy Weekend inserierten, von Morgan kontaktiert werden, um Privatleute zu finden, welche bereit waren, vor der Kamera zu agieren. Später meldeten sich pro Monat rund 15 Paare von sich aus. In Happy Weekend wurde Werbung für Happy Video Privat gemacht und umgekehrt. Für diese und andere Serien von Videorama erhielt Morgan 1997 seinen ersten Venus Award in Berlin als Bester Serien-Regisseur. Michaela Schaffrath alias „Gina Wild“ war Swingerin und bekam ihren Kontakt zu Morgan über Happy Weekend, als sie dort auf einem Titelbild war. Isabel Golden kam durch die Veröffentlichung ihrer Autobiografie mit dem Titel „Das erotische Tagebuch einer Dreißigjährigen“ in Happy Weekend mit Harry S. Morgan in Kontakt und war zunächst in mehreren Folgen von Happy Video Privat zu sehen und wurde dann Profidarstellerin. Golden drehte mit Morgan Happy Weekend Special Edition - Exzesse in Paris auf Grundlage ihres Tagebuches. Später folgten noch vier weitere Filme der Reihe Happy Weekend - Special Edition mit Golden. Auf dem Cover trugen die Filme das Logo von Happy Weekend. Wie bei Gina Wild und Isabel Golden wurde auch über andere Videorama-Pornostars wie Kyra Shade, Lena Nitro, Leonie Saint, Texas Patti und Vivian Schmitt häufig in Happy Weekend berichtet.